# Jouy, Eure-et-Loir

Jouy este o comună în departamentul Eure-et-Loir, Franța. În 1 ianuarie 2022 avea o populație de 1.989 de locuitori.